# 四国8の字ネットワーク
四国8の字ネットワーク（しこくはちのじネットワーク）とは、四国の高速道路ネットワークが「8の字」型であることから名付けられた愛称である。

## 概要

### エックスハイウェイ
四国の高速道路のうち四国縦貫自動車道および四国横断自動車道が愛媛県四国中央市の東部において「X」字状に交わり、それぞれ四国4県の県庁所在地を結んでいることから、2000年（平成12年）3月に井川池田IC - 川之江東JCTの開通によりX字状に連結した際にエックスハイウェイと名付けられた。エックスハイウェイの交点からそれぞれの県庁所在地方面の道路はそれぞれ、徳島自動車道、松山自動車道、高松自動車道、高知自動車道と呼ばれ、いずれも四国4県の県庁所在地が高速道路の道路名になっている。国土開発幹線自動車道の路線名では、東西に伸びる徳島自動車道と松山自動車道は四国縦貫自動車道、南北に伸びる高松自動車道と高知自動車道は四国横断自動車道に含まれる（交点付近には少しずれがある）。

### 四国8の字ネットワーク
エックスハイウェイからさらに四国東部及び南西部へ延伸し、完全につないだ高速ネットワークが四国8の字ネットワークである。単に8の字ネットワーク、四国8の字ルート、大きな8の字ネットワーク、大きな8の字ルートなどとも言われる。ただし、徳島県南部から高知県東部にかけては高規格幹線道路の計画がない。このため、高規格幹線道路を補完するよう徳島県南部から高知県東部にかけて地域高規格道路阿南安芸自動車道が計画され、この地域高規格道路と高知東部自動車道を加えて8の字ネットワークを構成する。2024年（令和6年）1月現在、高知県四万十町の四万十町中央ICから愛媛県宇和島市の津島岩松ICまでの間（「8」の字の下の○の下端の部分）と、徳島県徳島市の徳島津田ICから阿南安芸自動車道・高知東部自動車道を介して高知県南国市の高知龍馬空港ICまでの間（同じく上の○）が断続的に途切れている状態にある。